# Europamesterskabet i fodbold 1988
Europamesterskabet i fodbold 1988 var det ottende EM i fodbold arrangeret af UEFA. Turneringen blev afholdt i to faser – først en kvalifikation, hvorfra syv hold gik videre til slutrunden sammen med det direkte kvalificerede værtsland, Vesttyskland. Slutrunden blev spillet i Vesttyskland i perioden 10. – 25. juni 1988.
Otte hold deltog i slutrunden i Vesttyskland, og det var Holland med Marco van Basten i spidsen, der vandt EM-titlen for første gang. Van Basten scorede fem mål i sine fem kampe og blev turneringens topscorer – bl.a. et flot mål i finalesejren på 2-0 over Sovjetunionen. 

## Kvalifikationsturnering
De 32 deltagende hold var inddelt i syv kvalifikationsgrupper. De syv gruppevindere gik videre til slutrunden.
| Gruppe 1 | Kampe | Mål  | Point |
| -------- | ----- | ---- | ----- |
| Spanien  | 6     | 14-6 | 10    |
| Rumænien | 6     | 13-3 | 9     |
| Østrig   | 6     | 6-9  | 5     |
| Albanien | 6     | 2-17 | 0     |

| Gruppe 2 | Kampe | Mål  | Point |
| -------- | ----- | ---- | ----- |
| Italien  | 8     | 16-4 | 13    |
| Sverige  | 8     | 12-5 | 10    |
| Portugal | 8     | 6-8  | 8     |
| Schweiz  | 8     | 9-9  | 7     |
| Malta    | 8     | 4-21 | 2     |

| Gruppe 3      | Kampe | Mål  | Point |
| ------------- | ----- | ---- | ----- |
| Sovjetunionen | 8     | 14-3 | 13    |
| DDR           | 8     | 13-4 | 11    |
| Frankrig      | 8     | 4-7  | 6     |
| Island        | 8     | 4-14 | 6     |
| Norge         | 8     | 5-12 | 4     |

| Gruppe 4    | Kampe | Mål  | Point |
| ----------- | ----- | ---- | ----- |
| England     | 6     | 19-1 | 11    |
| Jugoslavien | 6     | 13-9 | 8     |
| Nordirland  | 6     | 2-10 | 3     |
| Tyrkiet     | 6     | 2-16 | 2     |

| Gruppe 5   | Kampe | Mål   | Point |
| ---------- | ----- | ----- | ----- |
| Holland    | 8     | 15-1  | 14    |
| Grækenland | 8     | 12-13 | 9     |
| Ungarn     | 8     | 13-11 | 8     |
| Polen      | 8     | 9-11  | 8     |
| Cypern     | 8     | 3-16  | 1     |

| Gruppe 6        | Kampe | Mål  | Point |
| --------------- | ----- | ---- | ----- |
| Danmark         | 6     | 4-2  | 8     |
| Tjekkoslovakiet | 6     | 7-5  | 7     |
| Wales           | 6     | 7-5  | 6     |
| Finland         | 6     | 4-10 | 3     |

| Gruppe 7   | Kampe | Mål  | Point |
| ---------- | ----- | ---- | ----- |
| Irland     | 8     | 10-5 | 11    |
| Bulgarien  | 8     | 12-6 | 10    |
| Belgien    | 8     | 16-8 | 9     |
| Skotland   | 8     | 7-5  | 9     |
| Luxembourg | 8     | 2-23 | 1     |

## Slutrunde

### Stadioner
Slutrundekampene blev spillet på følgende otte stadioner:
| Stadion               | By            | Kapacitet |
| --------------------- | ------------- | --------- |
| Müngersdorfer Stadion | Köln          | 47.000    |
| Neckarstadion         | Stuttgart     | 50.000    |
| Niedersachsenstadion  | Hannover      | 50.423    |
| Olympiastadion        | München       | 69.000    |
| Parkstadion           | Gelsenkirchen | 62.000    |
| Rheinstadion          | Düsseldorf    | 55.850    |
| Volksparkstadion      | Hamburg       | 61.200    |
| Waldstadion           | Frankfurt     | 61.000    |

### Indledende runde
De otte hold blev inddelt i to grupper med fire hold, hvorfra de to bedst placerede hold i hver gruppe gik videre til semifinalerne.
| Dato  | Kamp                   | Res. | Sted          |
| ----- | ---------------------- | ---- | ------------- |
| 10.6. | Vesttyskland - Italien | 1-1  | Düsseldorf    |
| 11.6. | Danmark - Spanien      | 2-3  | Hannover      |
| 14.6. | Vesttyskland - Danmark | 2-0  | Gelsenkirchen |
| 14.6. | Italien - Spanien      | 1-0  | Frankfurt     |
| 17.6. | Vesttyskland - Spanien | 2-0  | München       |
| 17.6. | Italien - Danmark      | 2-0  | Köln          |

| Gruppe A     | Kampe | Mål | Point |
| ------------ | ----- | --- | ----- |
| Vesttyskland | 3     | 5-1 | 5     |
| Italien      | 3     | 4-1 | 5     |
| Spanien      | 3     | 3-5 | 2     |
| Danmark      | 3     | 2-7 | 0     |

| Dato  | Kamp                    | Res. | Sted          |
| ----- | ----------------------- | ---- | ------------- |
| 12.6. | England - Irland        | 0-1  | Stuttgart     |
| 12.6. | Holland - Sovjetunionen | 0-1  | Köln          |
| 15.6. | England - Holland       | 1-3  | Düsseldorf    |
| 15.6. | Irland - Sovjetunionen  | 1-1  | Hannover      |
| 18.6. | England - Sovjetunionen | 1-3  | Frankfurt     |
| 18.6. | Irland - Holland        | 0-1  | Gelsenkirchen |

| Gruppe B      | Kampe | Mål | Point |
| ------------- | ----- | --- | ----- |
| Sovjetunionen | 3     | 5-2 | 5     |
| Holland       | 3     | 4-2 | 4     |
| Irland        | 3     | 2-2 | 3     |
| England       | 3     | 2-7 | 0     |

### Semifinaler
| Dato  | Kamp                                                                         | Res.                                                                         | Sted                                   |
| ----- | ---------------------------------------------------------------------------- | ---------------------------------------------------------------------------- | -------------------------------------- |
| 21.6. | Vesttyskland - Holland                                                       | 1-2                                                                          | Volksparkstadion, Hamburg              |
|       | 1-0 Lothar Matthäus (55.) 1-1 Ronald Koeman (74.) 1-2 Marco van Basten (88.) | 1-0 Lothar Matthäus (55.) 1-1 Ronald Koeman (74.) 1-2 Marco van Basten (88.) | 61.330 tilskuere Dommer: Ioan Igna     |
| 22.6. | Sovjetunionen – Italien                                                      | 2-0                                                                          | Neckarstadion, Stuttgart               |
|       | 1-0 Gannadij Litovsjenko (60.) 2-0 Oleg Protassov (62.)                      | 1-0 Gannadij Litovsjenko (60.) 2-0 Oleg Protassov (62.)                      | 61.606 tilskuere Dommer: Alexis Ponnet |

### Finale
| Dato  | Kamp                                             | Res.                                             | Sted                                    |
| ----- | ------------------------------------------------ | ------------------------------------------------ | --------------------------------------- |
| 25.6. | Sovjetunionen - Holland                          | 0-2                                              | Olympiastadion, München                 |
|       | 0-1 Ruud Gullit (32.) 0-2 Marco van Basten (64.) | 0-1 Ruud Gullit (32.) 0-2 Marco van Basten (64.) | 72.308 tilskuere Dommer: Michel Vautrot |

### Europamestrene
| Holland |                    |                 |          |                  |               |
| Målmænd | Målmænd            | Målmænd         | Midtbane | Midtbane         | Midtbane      |
| 1       | Hans van Breukelen | PSV Eindhoven   | 5        | Aron Winter      | Ajax          |
| 16      | Joop Hiele         | Feyenoord       | 7        | Gerald Vanenburg | PSV Eindhoven |
| Forsvar | Forsvar            | Forsvar         | 8        | Arnold Mühren    | Ajax          |
| 2       | Adri van Tiggelen  | Anderlecht      | 10       | Ruud Gullit      | Milan         |
| 3       | Sjaak Troost       | Feyenoord       | 13       | Erwin Koeman     | Mechelen      |
| 4       | Ronald Koeman      | PSV Eindhoven   | 20       | Jan Wouters      | Ajax          |
| 6       | Berry van Aerle    | PSV Eindhoven   | Angreb   | Angreb           | Angreb        |
| 15      | Wim Koevermans     | Fortuna Sittard | 9        | John Bosman      | Ajax          |
| 17      | Frank Rijkaard     | Zaragoza        | 11       | John van't Schip | Ajax          |
| 18      | Wilbert Suvrijn    | Roda            | 12       | Marco van Basten | Milan         |
| Træner  | Træner             | Træner          | 14       | Wim Kieft        | PSV Eindhoven |
|         | Rinus Michels      |                 | 19       | Hendrie Krüzen   | Den Bosch     |

### Topscorere
5 mål
- Marco van Basten

2 mål
- Oleh Protasov
- Rudi Völler

1 mål
| - Michael Laudrup - Flemming Povlsen - Tony Adams - Bryan Robson - Alessandro Altobelli - Luigi De Agostini - Roberto Mancini - Gianluca Vialli - Ruud Gullit | - Wim Kieft - Ronald Koeman - Ray Houghton - Ronnie Whelan - Sergei Aleinikov - Hennadiy Lytovchenko - Alexei Mikhailichenko - Viktor Pasulko | - Vasyl Rats - Emilio Butragueño - Rafael Gordillo - Míchel - Andreas Brehme - Jürgen Klinsmann - Lothar Matthäus - Olaf Thon |